# سان جيميني
سان جيميني (بالإيطالية: San Gemini)‏ هي بلدية في مقاطعة تيرني في إقليم أومبريا الإيطالي.

## السكان
في سنة 1861 بلغ عدد السكان 1٬938 نسمة، وتطور العدد ليصل في سنة 2011 لـ 4٬921 نسمة.
يظهر هذا المخطط البياني تطور النمو السكاني لـ سان جيميني